# The Anna Nicole Show
The Anna Nicole Show fue un reality show, que tuvo como protagonizado por la modelo Anna Nicole Smith, que debutó el 4 de agosto de 2002 en el canal de cable E! y fue cancelado en 2004.

## Elenco
- Anna Nicole Smith
- Daniel Smith (hijo de Anna)
- Kim Walther (asistente de Anna)
- Sugar Pie (perro de Anna)

## Lista de episodios

### 1.ª.Temporada (2002)
| Título                               | fecha de emisión         |
| ------------------------------------ | ------------------------ |
| House Hunting                        | 4 de agosto de 2002      |
| Introduction of Bobby Trendy         | 11 de agosto de 2002     |
| The Eating Contest                   | 18 de agosto de 2002     |
| The Dentist                          | 25 de agosto de 2002     |
| Las Vegas: Part 1                    | 8 de septiembre de 2002  |
| Las Vegas: Part 2                    | 15 de septiembre de 2002 |
| The Pet Psychiatrist                 | 22 de septiembre de 2002 |
| Cousin Shelly                        | 29 de septiembre de 2002 |
| The Driving Test                     | 6 de octubre de 2002     |
| NYC Publicity Tour                   | 13 de octubre de 2002    |
| Paintball                            | 20 de octubre de 2002    |
| Halloween Party/Monster Smashed      | 27 de octubre de 2002    |
| The Date                             | 3 de noviembre de 2002   |
| The Anna Nicole Show Holiday Special | 15 de noviembre          |

### 2.ª. Temporada (2003)
| Título                                           | fecha de emisión     |
| ------------------------------------------------ | -------------------- |
| Season 2 Premiere: Anna and the Bachelors - Live | 2 de marzo de 2003   |
| The Camping Trip                                 | 9 de marzo de 2003   |
| Shrew's the Boss                                 | 16 de marzo de 2003  |
| To Live and Diaper in L.A./Trading Places        | 30 de marzo de 2003  |
| Trading Spaces                                   | 6 de abril de 2003   |
| Even Cowgirls Get the Blues                      | 13 de abril de 2003  |
| Lipstick Thespians/Wasabi Tuna                   | 20 de abril de 2003  |
| Courting Disaster/Judge Anna                     | 27 de abril de 2003  |
| The Art Showing                                  | 4 de mayo de 2003    |
| Palm Springs/Gimme a Spring Break                | 11 de mayo de 2003   |
| Do the Hustler/Hustler Shoot                     | 18 de mayo de 2003   |
| Derby Daze/Kentucky Derby                        | 25 de mayo de 2003   |
| Season Finale: Shelly's Return                   | 1.º de junio de 2003 |

### 3.ª. Temporada (2004)
| Título                            | fecha de emisión      |
| --------------------------------- | --------------------- |
| Season 3 Premiere: Anna Bares All | 2004                  |
| Anna Nicole's Caribbean Vacation  | 2004                  |
| Anna Goes To Camp                 | 17 de octubre de 2004 |